# Флаг Полысаева
Флаг муниципального образования город Полыса́ево Кемеровской области Российской Федерации — опознавательно-правовой знак, служащий официальным символом муниципального образования.
Флаг утверждён 26 января 2005 года и внесён в Государственный геральдический регистр Российской Федерации с присвоением регистрационного номера 1814.

## Описание
«Флаг города Полысаево представляет собой прямоугольное красное полотнище с отношением ширины к длине 2:3, воспроизводящее посередине жёлтое изображение фигур герба города Полысаево: юноши в тунике, несущего пламя на ладони».

## Символика
Символика флага Полысаево разработана на основе герба города.
Фигура юноши несущего огонь, созвучная с образом античного героя Прометея, давшего огонь людям, аллегорически говорит об основной профессиональной деятельности местного населения — добыче угля.
Фигура юноши, устремлённая вперёд, показывает Полысаево как молодой город (образован 31 октября 1989 года), который развивается и растёт; его жителей, любящих и заботящихся о своей земле.
Огонь — символ света, тепла, энергии, вдохновения, великодушия, мудрости.
Жёлтый цвет (золото) в геральдике — символ уважения, стабильности, богатства природных ресурсов города.
Красный цвет — символ мужества, труда, красоты и праздника.